# 天童警察署
天童警察署（てんどうけいさつしょ）は、山形県警察が管轄する警察署の一つである。

## 管轄区域
- 天童市

## 所在地
- 山形県天童市糠塚二丁目4番1号

## 沿革
- 1877年（明治10年）：山形警察署天童分署として開署
- 1891年（明治24年）：天童分署を東村山郡警察署と改称[1]（東京都東村山市にある警視庁東村山警察署とは無関係）
- 1902年（明治35年）：天童警察署に改称
- 1981年（昭和56年）：現在地に移転新築
- 2003年（平成15年）11月1日：成生駐在所廃止[2]
- 2005年（平成17年）4月1日：天童西部交番設置及び蔵増駐在所廃止[3]
- 2007年（平成19年）3月20日：長岡駐在所を廃止し、天童南部交番を設置（実質昇格）[4]
- 2019年（平成31年）4月1日：天童南部交番・高擶駐在所を統合し、天童南駅前交番を設置
- 2022年（令和4年）4月1日：荒谷駐在所・干布駐在所を統合し、天童東駐在所を設置

## 交番
- 天童西部交番 - 天童市交り江4丁目6番23号
- 天童南駅前交番 - 天童市芳賀タウン北6丁目3番6号

## 駐在所
- 天童東駐在所 - 天童市大字荒谷1973番地1459
- 山口駐在所 - 天童市大字山口1544番11